# Onthophagus streltsovi
Onthophagus streltsovi é uma espécie de inseto do género Onthophagus, família Scarabaeidae, ordem Coleoptera.
Foi descrita cientificamente por Tarasov & Kabakov em 2010.